# 吉木由美
吉木 由美（よしき ゆみ、1981年9月16日 - ）は、日本のタレント、フリーアナウンサーである。所属事務所はオスカープロモーション。福岡県出身。

## 出演作品

### テレビ
- Hometown湘南（ジェイコム湘南）
- アウトドアプログラム－遊ー（RKB毎日放送） - リポーター
- 小椋佳と行く雷山の森（RKB毎日放送）
- ふとっぱら（テレビ西日本） - リポーター
- 朝ドキッ!九州（FBS福岡放送）
- 週刊!ひるバラ（TVQ九州放送）
- ターフトピックス（グリーンチャンネル） - レギュラー
- 劇プッシュ（TVQ九州放送） - ナレーション
- オフ娘!（ジェイコム千葉）- リポーター
- QUEEN'S PAD（BS11）- リポーター
- 特選いいものさがし（2014年、テレビ朝日） - 生稲晃子、佐分千恵と共に進行MC

### ラジオ
- face（JFN、2013年4月3日 -2014年9月24日 、水曜日担当）

### CM
- めしや丼
- 伊予銀行
- 九州産業大学
- ヘルシア緑茶
- 日清オイリオ
- HONDA 軽クオリティ実感フェア
- YKK AP MADOショップ
- サントリー オールフリー（2014年） - 松平健と共演

### その他
- TSUTAYA・WAVE-C3（店内放送） - MC